# Pachycondyla lunaris
Pachycondyla lunaris är en myrart som först beskrevs av Carlo Emery 1896.  Pachycondyla lunaris ingår i släktet Pachycondyla och familjen myror. Inga underarter finns listade i Catalogue of Life.

## Bildgalleri

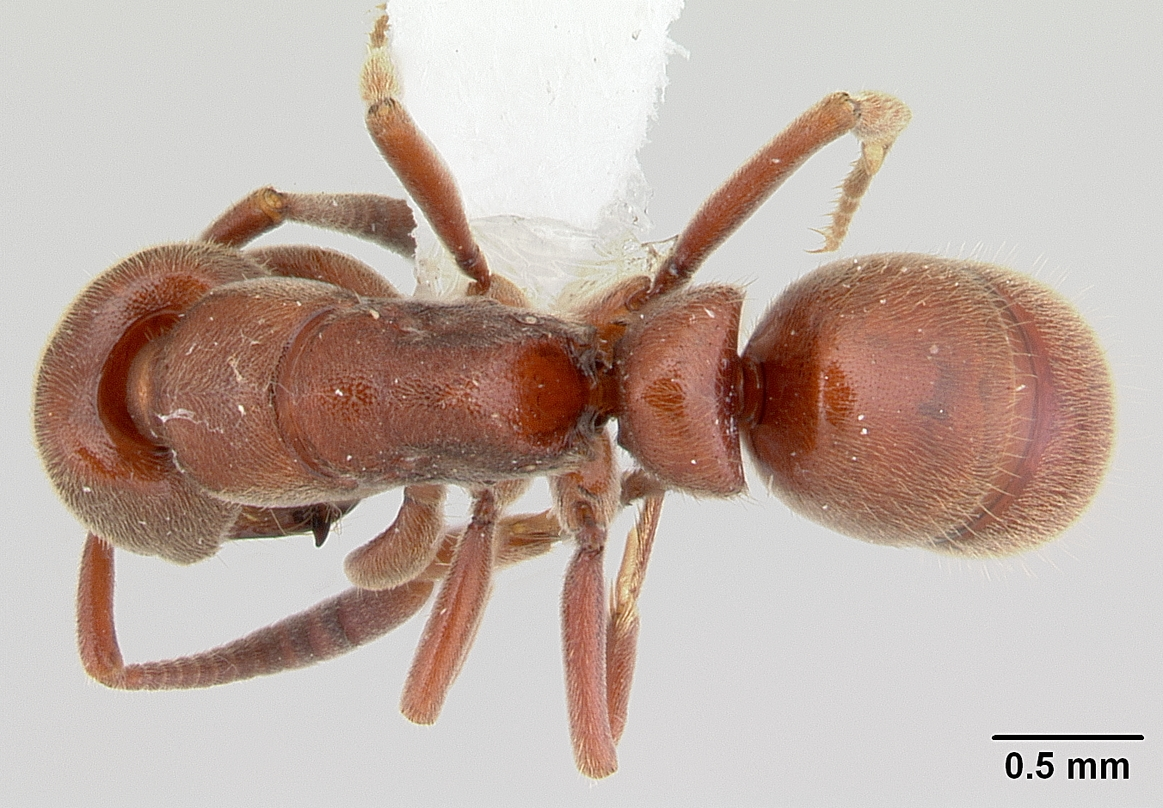
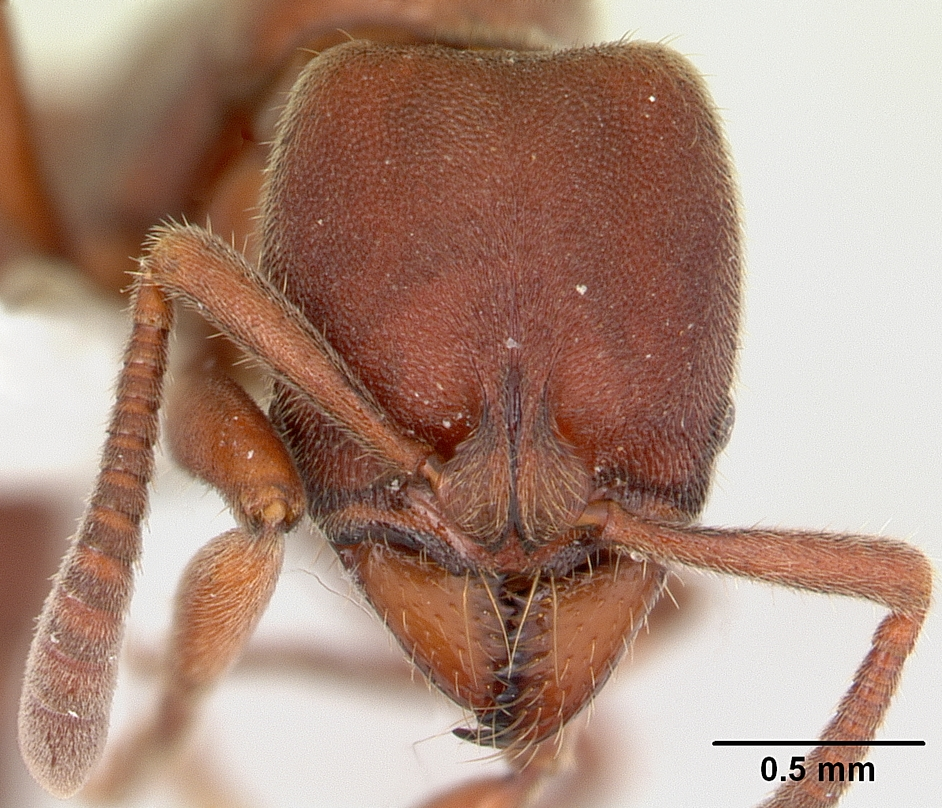
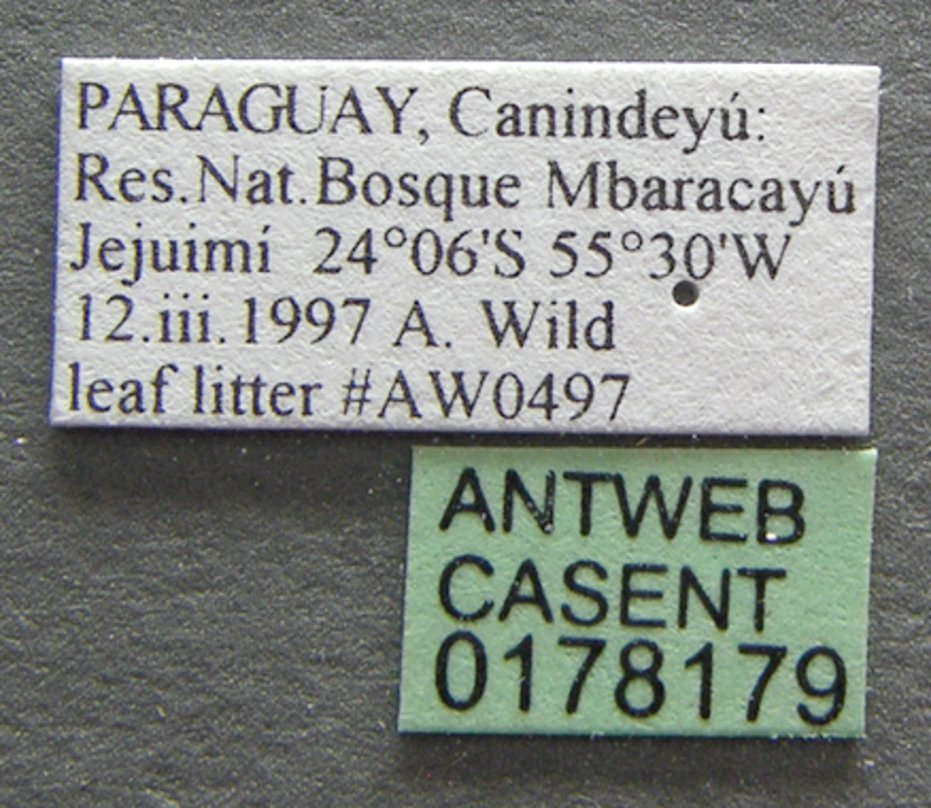
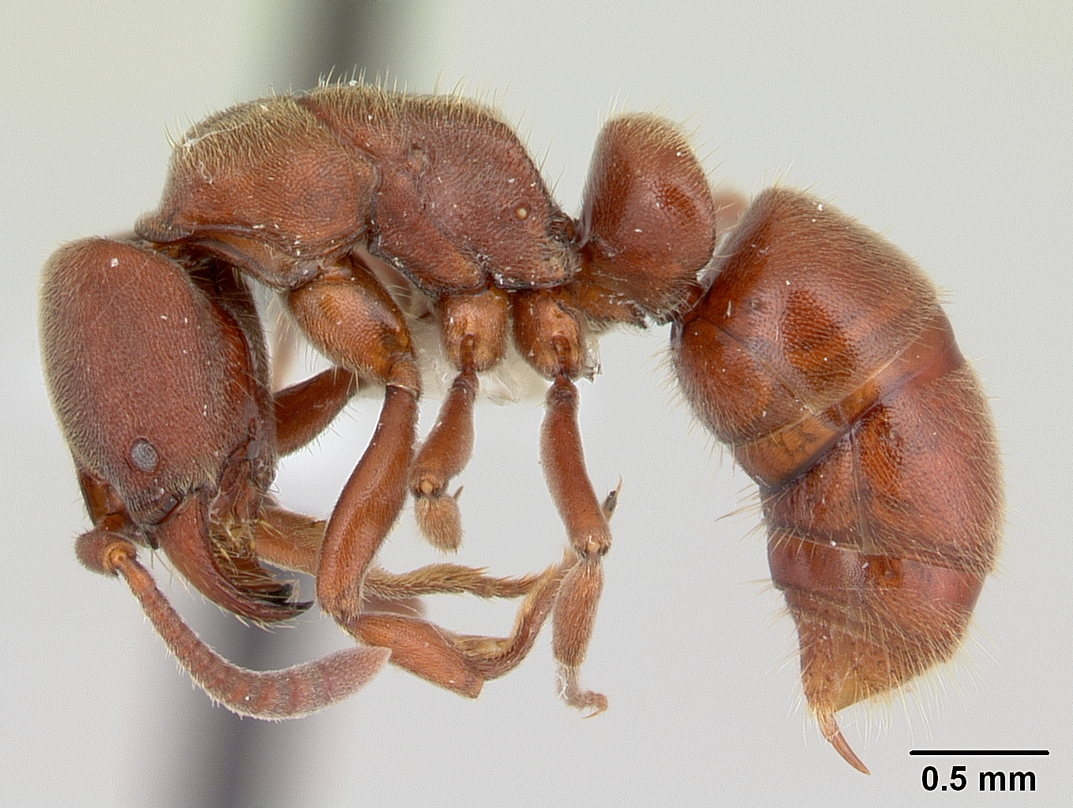